# L'Escale du bonheur
 (octobre 2023).
L'Escale du bonheur (Das Traumschiff - Sri Lanka) est un téléfilm allemand réalisé par Karola Meeder et diffusé en 2004.

## Fiche technique
- Titre original allemand : Das Traumschiff - Sri Lanka
- Réalisation : Karola Meeder
- Scénario : Rainer Berg, Andreas Scheinert et Sabine Thiesler
- Photographie : Rainer Gutjahr
- Musique : Hans Günter Wagener
- Durée : 90 min

## Distribution
- Siegfried Rauch : Capitaine Fred Paulsen
- Heide Keller : Béatrice
- Horst Naumann : Docteur Horst Schröder
- Björn Casapietra : Ben Bremer
- Gila von Weitershausen : Edith Westphal
- Muriel Baumeister : Karin Westphal
- Klaus Wildbolz : Konrad Medau
- Lara Joy Körner : Julia
- Roman Knizka : Sebastian
- Miroslav Nemec : Klaus Becker
- Janette Rauch : Ina Becker
- Maria Sebaldt : Anita
- Barbara Schöne : Ursel
- Klaus Wildholz : Konrad Medau